# Gårdgölen (Hjortsberga socken, Blekinge)
Gårdgölen är en sjö i Ronneby kommun i Blekinge och ingår i Nättrabyån-Ronnebyåns kustområde. Sjön är 9,6 meter djup, har en yta på 0,06 kvadratkilometer och är belägen 67 meter över havet.